# معركة باكوزد
تُشير معركة باكوزد (أو معركة سوكورو) إلى معركة وقعت ضمن الثورة المجرية 1848، في 29 سبتمبر 1848 في مثلث باكوزد – سوكورو – باتكا. تُعتبر المعركة أولى وأهم معارك حرب الاستقلال المجرية، إذ أوقف الجيش الثوري المجري بقيادة الفريق يانوس موغا تقدُّم قوات البان الكرواتي يوسيب يلاتشيتش، والذي كان زاحفًا نحو مدينة بشت، تنفيذًا لخطط ملكية هابسبورغ، لاحتلالها وطرد الحكومة الوطنية المجرية. بعد المعركة، عقد الفريق يوسيب يلاتشيتش هدنة مع المجريين، إنما انسحب بعد ذلك نحو فيينا. بفضل هذا الانتصار، صدت هنغاريا أول محاولة لإمبراطورية هابسبورغ لإسقاط الحكومة المجرية المستقلة، واستعادت سيطرتها الكاملة على البلاد. تعتبر معركة باكوزد واحدة من أهم المعارك التي تُذكر في التاريخ المجري، ومرجع ذلك حتمًا إلى توافق ذكرى هذه المعركة مع عيد الجيش المجري بين الأعوام 1951 – 1991.

## خلفية المعركة

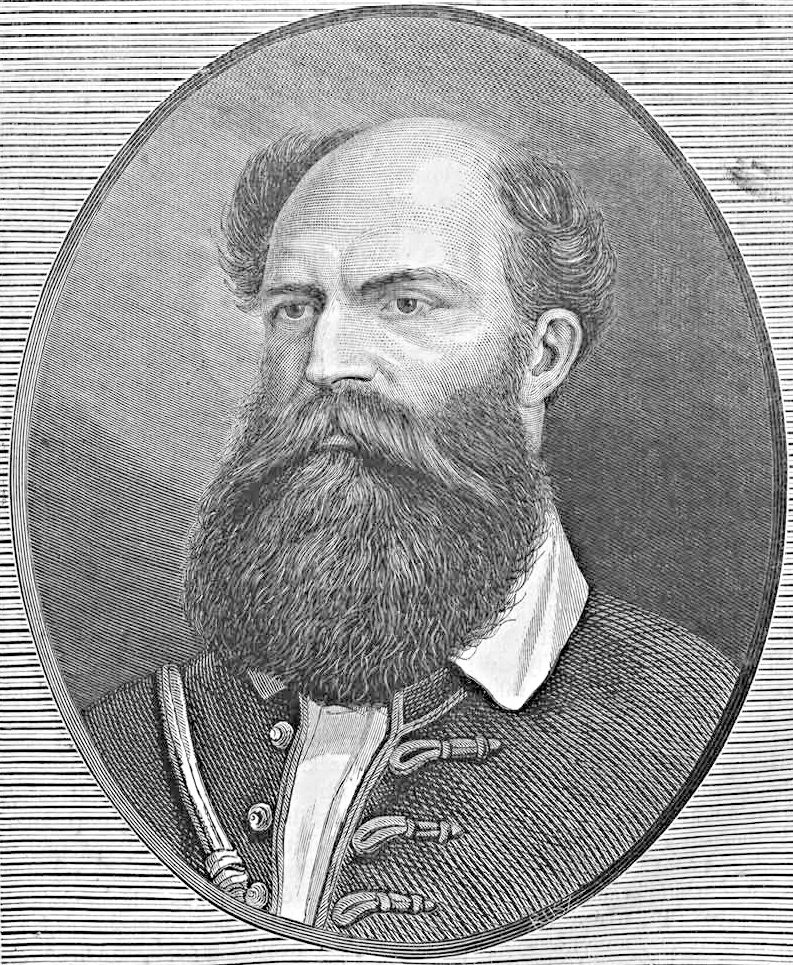
الكونت لاجوس باتثياني دي نيميتوجفار، أول رئيس وزراء للمجر. (1807-1849)

بعد انتهاء الحروب العثمانية المجرية وتحرير كافة أراضي مملكة المجر المرتبطة بكرواتيا في اتحاد شخصي من الحكم العثماني، بين الأعوام 1683 – 1699 بفضل التحالف الذي قادته ملكية هابسبورغ، أصبح البان الكرواتي (والذي أصبح فيما بعد كرواتيًا-سلافونيًا)، ممثل ملكية الملك من آل هابسبورغ في هذه المنطقة والحاكم للمقاطعات الإقطاعية الكرواتية السلافونية. حظي البان، الذي انتمى لأبرز بارونات المقاطعة، حظي بسلطته الخاصة، ويُردّ نشوء المؤسسة الإقطاعية الكرواتية، سابور، إلى اجتماعات البان القضائية. بعد الحروب ضد العثمانيين، أُنشئت الحدود العسكرية في معظم أجزاء الأراضي الكرواتية والسلافونية الخاضعة للإدارة العسكرية. بالرغم من ذلك، تمتع البان بالسيادة السياسية على المقاطعات الكرواتية وبمنصب القيادة العامة لمدينة زغرب (زاغراب بالهنغارية). كما كان القائد الأعلى للحدود العسكرية للبان، وكذلك لفاراجدين (فارجاد، بالهنغارية)، وكارلوفاتش (كارلويفاروش، بالهنغارية).
أدت الأزمات السياسية، والدينية، والإثنية الخطيرة إلى توتر العلاقات المجرية الكرواتية قبل العام 1848. أثرت فكرة الحركة الإيليرية على شريحة مهمة من الشعب الكرواتي. فأقلقت هذه الأفكار، والنسخة الكرواتية من أيديولوجية القومية السلافية، أقلقت الشعب الهنغاري بصورة مبررة، إذ كانوا يكافحون للاستقلال لئلا يتهدد قوميتَهم الغرق في بحر سلافي. في الجهة المقابلة، انزعج الرأي العام الكرواتي من الطموحات الهنغارية التي تضمنت التوسّع في استخدام اللغة المجرية في جميع المجالات الرئيسية للتشريع والإدارة العامة. كما احتجت كرواتيا الكاثوليكية الصرفة على المساواة مع الكنائس المسيحية الأخرى، وهو ما نادى به الليبراليون المجريون، الذين مثّلوا رأس حربة الإصلاح والحركات الثورية للعام 1848، مما أدى إلى اشتعال جميع القضايا المذكورة آنفًا. أخيرًا، في معظم جلسات البرلمان الإصلاحي، دعم ممثلو كرواتيا الحكومةَ المحافظة.
بعد شهر مارس 1848، تبنّى الليبراليون الكروات مطلبين أساسيين: توحيد كرواتيا، وسلافونيا، ودالماسيا، والنطاق الشاطئي المجري (رييكا وباكار) والحدود العسكرية الهنغارية والسلافونية ضمن المملكة الثلاثية، وإقرار الحق في التواصل باللغة الكرواتية مع السلطات المجرية. كان منصب البان شاغرًا منذ العام 1845، إنما بعد اندلاع الثورة المجرية في 15 مارس 1848 وتعيين رئيس الوزراء المجري الليبرالي لايوش باتياني، اضطرت السلطات النمساوية لتعيين بانٍ كرواتي موالٍ لها. أشار البارون فرانز (فرانيو) كولمر على رئيس الوزراء النمساوي المعين حديثًا أن يُعهد بالمنصب إلى البارون يوسيب يلاتشيتش، العقيد في فوج حرس الحدود الأول للبان. بدوره اعتبر رئيس الوزراء النمساوي كولوفرات أنه من الأهمية بمكان تعيين شخص قوي وذي شعبية موالٍ للإمبراطورية في هذا المنصب قبل تشكيل الحكومة المجرية المستقلة المسؤولة أمام البرلمان. عين الإمبراطورُ يلاتشيتش بصفته بانًا كرواتيًا في 23 مارس. وفي اليوم التالي، رُقّي البان الجديد إلى رتبة لواء ومسؤولًا في القيادة العامة لمدينة زغرب. في 8 أبريل رُقّي إلى رتبة ملازم أول. بسبب طبيعته الأبوية، تمتع يلاتشيتش بشعبية كبيرة بين مرؤوسيه. وسرعان ما اجتذبت قدرته التنظيمية الممتازة وجاذبيته جزءًا كبيرًا من الشعب الكرواتي لقضيته.
في 19 أبريل، استدعت الحكومة المجرية يلاتشيتش إلى بشت لمناقشة تفاصيل تنصيبه وتوجيه أسئلة حول مجلس المقاطعة الكرواتية؛ رفض يلاتشيتش الامتثال. بالإضافة إلى ذلك، بعد وصوله إلى زغرب، قطع يلاتشيتش كل العلاقات بين هنغاريا وكرواتيا. في 25 أبريل أعلن يلاتشيتش فرض الأحكام العرفية، وأعلن أن الإدارة المدنية في كرواتيا، وسلافونيا، والنطاق الشاطئي المجري خاضعة لسلطته القانونية. مستخدمًا شعاراتٍ وطنية، حاول يلاتشيتش تأليب الرأي العام الكرواتي ضد التحول الاجتماعي والسياسي الهنغاري الجاري لافتًا الانتباه إلى الظلم الواقع على القومية الكرواتية. أعلن إلغاء القنانة ضمن مجال سلطته، وكأن قوانين أبريل للعام 1848 لم تكن سارية في كرواتيا. لم يستجب البان للمبادرات المجرية للتفاوض. في العاشر من يونيو، عندما عمِد الإمبراطور، بناءً على مطالب مجرية، بإيقاف يلاتشيتش بصفته بان، لم يحفل يلاتشيتش بالمرسوم قائلًا إنه لا يمكن أن يكون صادرًا فعلًا عن جلالة الإمبراطور أو أن الإمبراطور أصدره تحت الضغط.
عرضت الحكومة المجرية على كرواتيا خيار الاتحاد الشخصي مع المجر، وبعد ذلك الانفصال إن رغبت، لكن لم ينفع ذلك كله لأن يلاتشيتش طالب بنفس مطالب فيينا —التخلي عن استقلالية المجر في الشؤون المالية، والدفاع، والتجارة. تمثلت النتيجة الإيجابية الوحيدة للاجتماع في اتفاق باتياني وييلايتش على سحب ييلايتش قواته من نهر درافا. أرسل لاسلو شاني، المفوض الحكومي لمقاطعات فاس، وزالا، وفسبرم، ومقاطعات سوبرون، أرسل العديد من التقارير عن نشاطات المحرضين من عملاء الحركة القومية الإيليرية في الأراضي المحاذية لكرواتيا الذين حرضوا الأقنان السابقين على النبلاء، وروجوا كذلك لضم مقاطعة ماجيموريه إلى كرواتيا. ردًا على ذلك، عيّن وزير الداخلية برتالان شمير شاني مفوضًا ملكيًا لمقاطعات زالا، وشومود، وبارانيا، وتولنا وأمره بمراقبة الطرف المقابل من النهر بمساعدة الجيش النظامي المنتشر والمكوّن من 4,000 جندي وعناصر الحرس الوطني في المقاطعة البالغ عددهم 14,000 رجل. أثناء التعبئة في يوليو، أُرسل جيش قوامه 29,000 جندي إلى منطقة درافا.
تألّف الجيش النظامي على الخط الدفاعي من أربع كتائب مشاة، وكتيبة الدفاع الملكية المجرية، وفوج دارعة، وسريتين لسلاح الفرسان الخفيف، وست سرايا فرسان الهوسار. ضمّ سلاح المدفعية أربع سريات (بمجموع 24 مدفعًا). لربما تجاوز عدد الجنود الفعلي 35,000. بقي هذا الجيش كبيرًا في حجمه حتى نهاية يوليو عندما فُرزت كتيبتان نظاميتان وآلاف من رجال الحرس الوطني وأُرسلوا إلى ميدان عمليات باتشكا. في وقت لاحق، وصلت سرايا فرسان هوسار إضافية، وكتيبة دفاع ملكية، وسريتان من المتطوعين لتدعيم خط الدفاع. انخفضت الأرقام الإجمالية إلى 10,000 مقاتل مقارنة بأرقام منتصف يوليو. ومع ذلك، فقد ظهرت مشكلة أكبر تتعلق بالمجندين من أصل غير مجري –إذ ثبت أنه لا يمكن الوثوق بهم. في أوائل أغسطس، أمر قائد خط دفاع درافا، اللواء فيرينك أوتينغر، جنوده بعدم المقاومة، بل التراجع دون قتال في حال احتل الكروات ماجيموريه. لم يُبلّغ المفوض الملكي شاني بالأمر، وبالتالي استقال من منصبه احتجاجًا على ذلك، رغم أنه لم يرسل رسالة استقالته عندما استقال أوتينغر نفسه.
حتى أوائل أغسطس، لم يفكر يلاتشيتش بشكل جدي في شن هجوم ضد هنغاريا. فقد نشر عددًا صغيرًا من الكتائب على الحدود، واحتل فاراسد في أوائل يونيو. كان غالب أفراد الكتيبتين الأولى والثانية من أفواج حرس الحدود في إيطاليا، وظهر نقص خطير في الضباط والتسليح في الكتائب الأخرى. في يوليو، أجرى يلاتشيتش جولة في سلافونيا وسيرميا، ونجح في استمالة أفواج حرس الحدود واحدة تلو الأخرى لصفه.